# Peter Snell
Peter George Snell (Opunake, 17. prosinca 1938.), bivši novozelandski atletičar, trostruki olimpijski i dvostruku prvak Commonwealtha. Snell je imao kratku ali uspješnu karijeru. Nastupio je na olimpijskim igrama u Rimu 1960. gdje je osvojio zlatnu medalju u utrci na 800 metara. Na sljedećim olimpijskim igrama u  Tokiu 1964. osvaja dvije zlatne medalje u disciplinama 800 metara i 1500 metara. Trenutno živi u Texasu. 3. veljače 1962. istrčao je svjetski rekord na 800 metara u vremenu od 1:44.3+ koji je i danas rekord Novog Zelanda, ali i Oceanije.

## Osobni rekordi
| Disciplina | Vrijeme     | Mjesto       | Datum |
| ---------- | ----------- | ------------ | ----- |
| 800m       | 1:44.3 (NR) | Christchurch | 1962. |
| 1000m      | 2:16.6 (NR) | Auckland     | 1964. |
| 1500m      | 3:37.6      | Auckland     | 1964. |
| Milja      | 3:54.1      | Auckland     | 1964. |

## Vanjske poveznice
|  | Zajednički poslužitelj ima još gradiva o temi Peter Snell |

- Novozelandski olimpijski odbor  Arhivirana inačica izvorne stranice od 23. siječnja 2012. (Wayback Machine)
- Fotografije